# 한미은행
한미은행(韓美銀行, KorAm Bank)은 1983년부터 2004년까지 대한민국에 있던 시중은행이었다. 본점은 본점은 본래 종로구 인사동5길 41(공평동 1) 현 하나투어빌딩에 있었다가, 1997년 9월 1일에 중구 청계천로 24(다동 39) 청계천변으로 이전했다.
1983년 대우그룹 등 대한민국의 주요 대기업들과 미국의 은행인 뱅크 오브 아메리카의 50:50 합작으로 설립되어 시중은행의 하나가 되었고, 주식시장에도 상장하였다. 은행 이름은 대한민국(韓國)의 첫 글자인 '한'(韓)과 미국(美國)의 첫 글자인 '미'(美)를 따서 붙여진 이름이다. 하지만 이후 뱅크 오브 아메리카가 지분을 점차 매각하여 1980년대 후반에는 완전히 대한민국 자본의 은행이 되었다. 1998년 6월에는 퇴출된 경인권 지방은행인 경기은행을 인수하여 인천·경기 지역 지점망을 확대하였다. 하지만 이후 외자 유치에 나섰고, 미국의 사모펀드인 칼라일 그룹이 한미은행의 지분을 흡수 합병하여 2000년 9월에 1대 주주로 올라섰다. 이 무렵에는 하나은행과의 합병이 논의되었으나, 합병에 따른 시너지가 적다는 칼라일 측의 반발로 2001년 1월에 무산되었다.
2003년에 칼라일 그룹이 지분 매각을 추진했고, 2004년 2월에 미국 씨티은행이 스탠다드차타드와 HSBC 등을 밀어내고 한미은행의 지분을 인수했다. 이에 따라 사모펀드인 칼라일은 엄청난 차익을 챙겼다. 존속 법인을 한미은행으로 지정하고 국내 씨티은행 서울지점과 흡수 합병, 2004년 11월 1일 한국씨티은행으로 출범하였다. 금융공동망 코드도 기존 씨티은행 서울지점의 053번에서 한미은행이 이용했던 027번으로 변경했다.
중구 다동 본점 사옥은 한국씨티은행으로 발족한 후에도 계속 이용하고 있었으나, 2019년 5월에 한국씨티은행이 다동 사옥을 매각하여 현재는 케이스퀘어시티 빌딩으로 개칭됐다.

## 같이 보기
- 한국씨티은행
- 경기은행